# Timbó
Timbó is een gemeente in de Braziliaanse deelstaat Santa Catarina. De gemeente telt 35.303 inwoners (schatting 2009).

## Aangrenzende gemeenten
De gemeente grenst aan Benedito Novo, Indaial, Pomerode, Rio dos Cedros en Rodeio.

## Verkeer en vervoer
De plaats ligt aan de wegen BR-477/SC-477, SC-110 en SC-417.